# باريتس ديل فاليس
بلدية باريتس ديل باليس (بالكاتالانية: Parets del Vallès) هي إحدى بلديات مقاطعة برشلونة، والتي تقع في منطقة كاتالونيا، شرق إسبانيا.
يبلغ عدد سكانها 16.720 نسمة وفقاً لإحصائية سنة (2007).

## أعلام
- خواكيم رودريغيث
- خوردي تورول
- جوزيب سيغور